# مغان (کاشمر)
مغان به گویش کاشمری: مُغو نام روستایی از توابع بخش مرکزی شهرستان کاشمر در استان خراسان رضوی است. این روستا در دهستان پایین ولایت قرار دارد و برپایه سرشماری سال ۱۳۹۵ جمعیت آن (۷۸۸ خانوار) ۲۵۱۶ نفر با ۱۲۸۴ مرد و ۱۲۳۲ زن است. روستای مغان ۲ کیلومتر با شهر کاشمر فاصله دارد و در سمت غرب شهر واقع است و از طرف جنوب غربی به روستای ممرآباد و از طرف شمال به جاده کاشمر-بردسکن منتهی می‌شود و در ناحیه آب وهوای گرم و خشک در حاشیه کویر واقع است.

## واژه کاوی
واژه مغان در لغت نامه دهخدا اینگونه تعریف شده است «مغان . [م ُ] (اِ) جِ مغ. رجوع به مغ شود. || مغان در اصل قبیله ای از قوم ماد بودند که مقام روحانیت منحصراً به آنان تعلق داشت. آنگاه که آیین زرتشت بر نواحی غرب و جنوب ایران یعنی ماد و پارس مستولی شد مغان پیشوایان دیانت جدید شدند. در کتاب اوستا نام طبقهٔ روحانی را به همان عنوان قدیمی که داشته‌اند یعنی آترون می‌بینیم اما در عهد اشکانیان و ساسانیان معمولاً این طایفه را مغان می‌خوانده‌اند.» با توجه به اینکه در روزگاری آیین زرتشتی در ترشیز کهن رونق داشته و اکنون هم آثار آن مانند قلعه آتشگاه در حدود ۸ کیلومتری شمال غرب روستا باقی مانده است و با توجه به معنی واژه مغان که در بالا ذکر شد، می‌توان این گمانه را زد که این روستا روزگاری محل روحانیان و پیشوایان آیین زرتشت در ترشیز کهن بوده است و از همین رو این نام را برای آن برگزیده اند هر چند این فقط در حد یک فرضیه است.

## پیشینه
سند دقیقی در خصوص قدمت روستای مغان وجود ندارد ولی بافت کوچه باغ‌ها و معماری خانه باغ‌های این روستا نشان از قدمت بالای این روستا می‌دهد. همچنین در بعضی از کتب تاریخی روایاتی در خصوص اقامت شاه عباس صفوی در حدود قرن دهم هجری قمری در روستای مغان دیده می‌شود. که این امر نشان دهنده آن است که لاقل در ۴۰۰ سال پیش روستا از رونق و آبادی فراوانی برخوردار بوده است. در حوالی سال ۹۹۲ قمری زمانی که شاه عباس صفوی هنوز ده- دوازده ساله بیشتر نداشت به عنوان حاکم خراسان بزرگ گماشته شده بود و در هرات امروزی اقامت داشت. شاه عباس به دلیل اینکه سنش کم بود زمام حکومت داری خراسان را به علیقلی خان یکی از خوانین طایفه شاملو واگذار کرده که این موضوع باعث ناراحتی سایر خوانین و طوایف علی‌الخصوص مرشد قلی خان از طایفه استاجلو شده بود کشمکش‌ها ادامه داشت و در غرب خراسان آن روزها قدرت و نفوذ مرشد قلی خان روز به روز افزایش پیدا می‌کرد از همین رو علیقلی خان وزیر و در واقع همه‌کاره شاه عباس، تصمیم گرفت به مقابله با مرشد قلی خان برخیزد از همین رو سپاهی آماده کرد و به سمت غرب خراسان یعنی نواحی تحت سیطره مرشد قلی خان حرکت کرد و از آن طرف مرشد هم سپاهی آماده کرد که در نهایت، در حوالی ترشیز بهم رسیدند. علیقلی خان محل استقرار و اردویش را در روستای مغان و مرشد قلی خان در سوسفید برپا کرد نکته جالب توجه و حائز اهمیتی که در این رویارویی وجود داشت این بود که علیقلی خان، شاه عباس کم سن سال را همراه خود آورده بود و در روستای مغان اردو زده بودند در کتاب تاریخ کاشمر نوشته محمد رضا خسروی اردوگاه مغان را این چنین شرح می‌دهد.

### اردوگاه مغان
«علیقلی خان اردوی سلطنتی را در مغان بر پا کرد و این مغان قصبه بزرگی در سمت قبله ترشیز که هم‌اکنون هم وجود دارد، علیقلی خان پس از استقرار در لشگرگاه مغان، کل خوانین خراسان را به مغان فراخواند چه آنها که منصوب خود او بودند چه آنها که از سوی حاکم مشهد نصب شده بودند و پیام او حاکی از این بود که هر کس با شاه یکرنگ و با بیگلر بیگی همراه است به اردوی پادشاهی بیاید. مرشد قلیخان نیز به همین نحو و به‌طور جداگانه به احضار حکام خراسان فرمان داد و اتباع خویش را فرا خواند و آن گاه در سوسفید اردو زد و این سوسفید در یک فرسنگی مغان بود و همان است که اکنون بقعه و بارگاه حضرت حمزه بن موسی در اراضی آن بنا شده است به عبارتی محل فعلی کاشمر همان سوسفید قدیم است.»در نهایت جنگ سوسفید سر گرفت و لشکریان مرشد قلی خان شاه عباس را در روستای مغان به چنگ آوردند و در جنگ پیروز شدند که همین پیروزی خود مقدمه ای شد تا در سالهای بعد با حمایت مرشد قلی خان، شاه عباس در سن ۱۸ سالگی بر تخت سلطنت بنشیند.

## نگارخانه

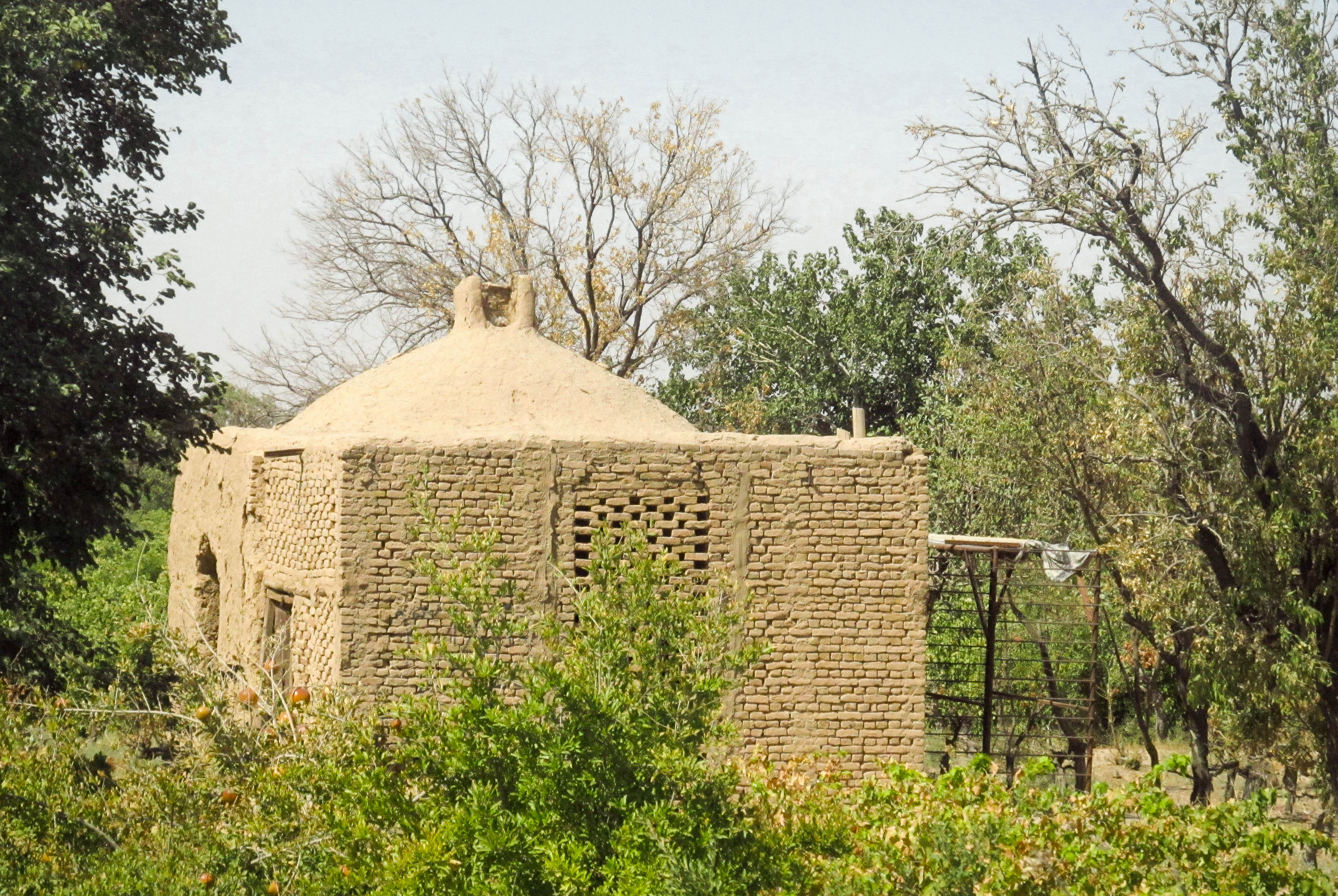
خانه باغی
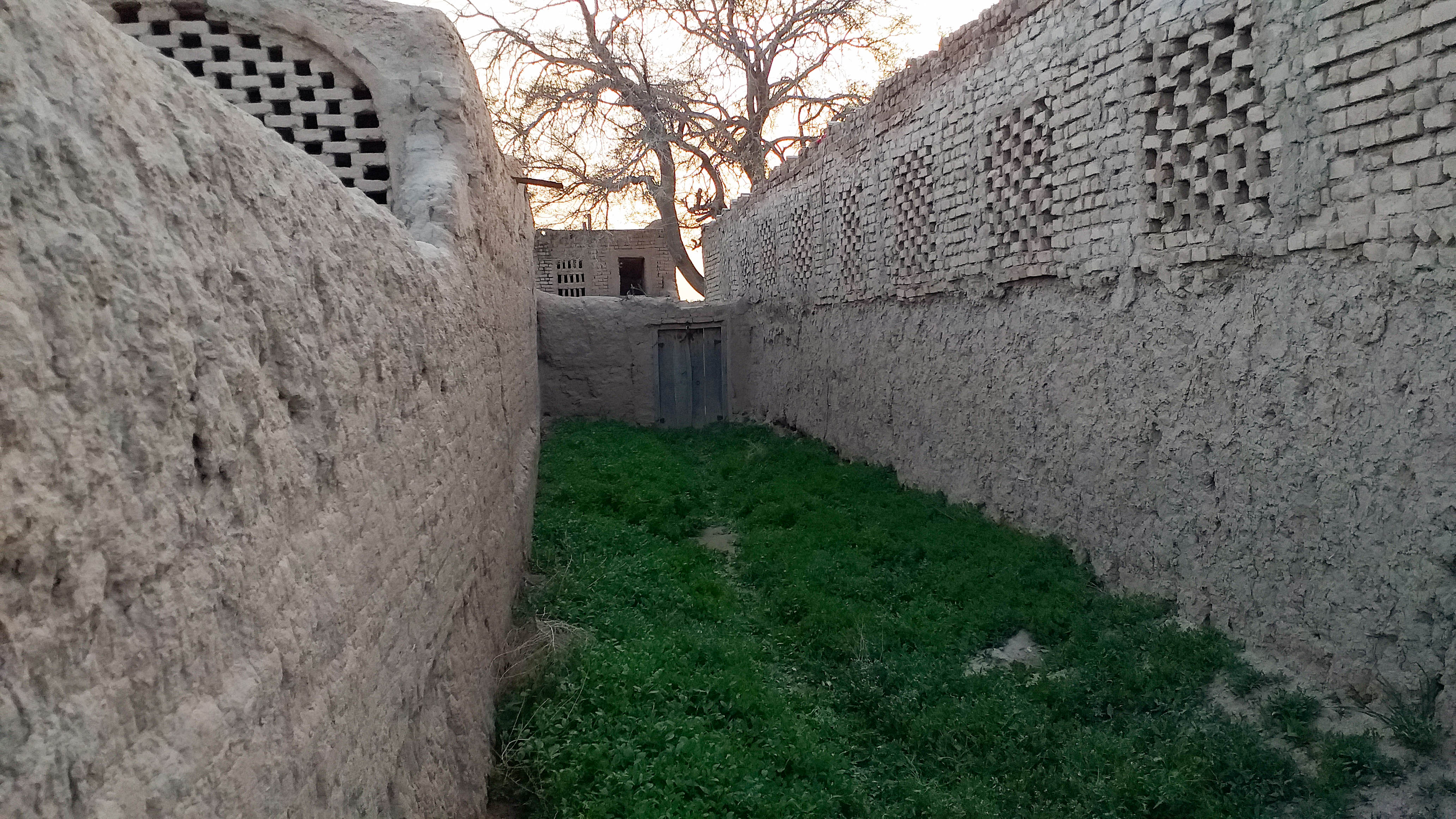
خانه باغی
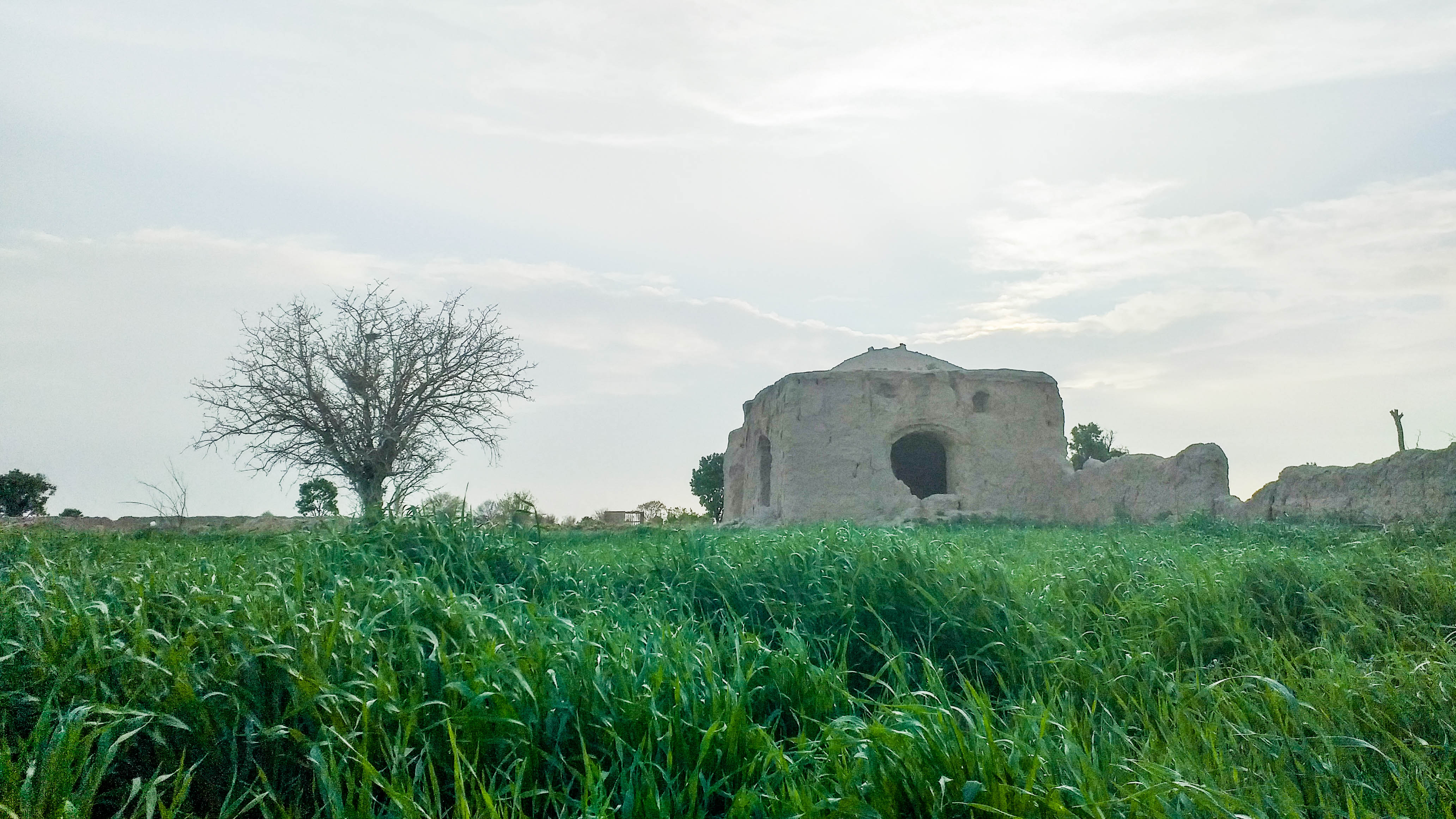
خانه باغی